# Beschorneria calcicola
Beschorneria calcicola là một loài thực vật có hoa trong họ Măng tây. Loài này được García-Mend. mô tả khoa học đầu tiên năm 1986.